# Laurence Libert
Pour les articles homonymes, voir Libert.
Laurence Libert, née le 29 mars 1980 à Hasselt est une femme politique belge flamande, membre du OpenVLD.
Elle est licenciée en sciences économiques appliquées (Limburgs Universitair Centrum) et Master en Business Administration (VUB).

## Fonctions politiques
- conseillère communale à Hasselt (2007 - )
- Députée au Parlement flamand :
  - depuis le 6 décembre 2006  au 7 juin 2009